# Hugh A. Dinsmore

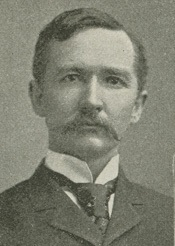
Hugh A. Dinsmore (1896)

Hugh Anderson Dinsmore (* 24. Dezember 1850 in Cave Springs, Benton County, Arkansas; † 2. Mai 1930 in St. Louis, Missouri) war ein US-amerikanischer Politiker. Zwischen 1893 und 1903 vertrat er den fünften und von 1903 bis 1905 den dritten Wahlbezirk des Bundesstaates Arkansas im US-Repräsentantenhaus. Außerdem war er von 1887 bis 1890 Gesandter in Korea.

## Werdegang
Hugh Dinsmore genoss eine Ausbildung an privaten Schulen seiner Heimat in Arkansas. Im Jahr 1873 wurde er Gerichtsdiener im Benton County. Nach einem Jurastudium in Bentonville und seiner Zulassung als Rechtsanwalt begann er ab 1875 in Fayetteville in seinem neuen Beruf zu arbeiten. Zwischen 1878 und 1884 war Dinsmore Staatsanwalt im vierten Gerichtsbezirk von Arkansas.
Dinsmore war Mitglied der Demokratischen Partei. Im Januar 1887 wurde er von Präsident Grover Cleveland zum amerikanischen Gesandten in Korea ernannt. Dort vertrat er bis 1890 die Interessen der Vereinigten Staaten. Bei den Kongresswahlen des Jahres 1892 wurde er im fünften Distrikt von Arkansas in das US-Repräsentantenhaus in Washington, D.C. gewählt, wo er am 4. März 1893 Samuel W. Peel ablöste. Nachdem er in den folgenden Wahlen jeweils wiedergewählt worden war, konnte er bis zum 3. März 1905 insgesamt sechs Legislaturperioden im Kongress absolvieren. In seiner letzten Amtszeit zwischen 1903 und 1905 vertrat er als Nachfolger von Thomas Chipman McRae den dritten Wahlbezirk. Für die Wahlen des Jahres 1905 wurde Dinsmore von seiner Partei nicht mehr nominiert.
Nach seiner Zeit im Kongress arbeitete Dinsmore wieder als Anwalt in Fayetteville. Später widmete er sich mehr und mehr der Landwirtschaft. Hugh Dinsmore war auch Mitglied des Kuratoriums der University of Arkansas. Er starb am 2. Mai 1930 in St. Louis und wurde in Fayetteville beigesetzt.